# Wappinger
Els wappinger eren una confederació de tribus algonquines, el nom de la qual vol dir "orientals". Comprenia 17 tribus: Hammonasset, Kitchawank, Massaco, Menunkatuck, Nochpeem, Poquanock, Paugusset, Podunk, Quinnipiack, Sicagg, Sintsink, Siwanoy, Tankiteke, Tunxis, Wangunk, Wappinger i Wecquaesgeek.

## Localització
Durant el segle xviii ocuparen els marges del riu Hudson a l'Est, des de l'illa de Manhattan fins allò que ara és Poughkeepsie, i a l'Oest fins a la vall del Connecticut. Avui dia formen la Peuqusset Band, i junt als pequot viuen a la reserva Schaghticoke (Lichtfield, Connecticut).

## Demografia
El 1600 eren uns 5.000 individus. Pel 1770 només restaven 50 tunxis, 50 podunk i 70 quinnipiac (dels quals només en restava un el 1850). Avui només en queden uns centenars.

## Costums
Eren semisedentaris i es movien estacionalment entre indrets fixos quan els calia proveir-se de reserves alimentàries. Depenien molt del moresc per a llur subsistència, i el conreaven les dones, i el suplementaven amb cacera i pesca.
Les tribus es dividien en bandes, cadascuna d'elles governades per un sachem i un Consell d'Ancians. La seva importància comercial radicava en que eren proveïdors de sewan a les altres tribus, importants per a fer el wampum.
Culturalment i econòmica, estaven molt relacionats amb els mahicans i els pequot.

## Història
Des de l'arribada dels blancs en el segle XVII es van veure obligats a vendre constantment llurs terres. Ja el 1621 van comerciar amb Holanda, a qui van vendre l'illa de Manhattan per 444 dòlars (60 gulders).
El 1630 un grup es va establir a Kent (Connecticut) i l'altra a Sctockbridge (Massachusetts), i aprofitaren llur rol comercial en el comerç de sewan. Però el 1641 s'enfrontaren als raritans perquè els destrossaven les collites i des del 1643 amb els holandesos i iroquesos, en la qual moriren uns 1.600 membres de la tribu. El fet més impressionant fou la Massacre de Pavonia (1643), quan el governador dels Nous Països Baixos, Willem Kieft, va fer una matança vora el Hudson de 80 indis, i 30 més presoners executats, i va portar 80 caps humans amb els quals la seva esposa va jugar a pilota.
Endemés, el 1650-1654 entraren en guerra novament contra neerlandesos i iroquesos quan un granger holandès matà una dona wappinger que li intentava robar uns préssecs (la Guerra dels Préssecs). El governador Peter Stuyvesant els va arrasar els campaments i matà moltes dones i nens.
Delmats per totes aquestes guerres, el 1756 els supervivents marxaren a Westchester i Chwenango (Nova York) amb els nanticoke, fins que s'establiren a Binghampton (Nova York) el 1775. Un altre grup es va establir al Canadà.